# Ephedra oxyphylla
Ephedra oxyphylla är en kärlväxtart som beskrevs av Harald Harold Udo von Riedl. Ephedra oxyphylla ingår i släktet efedraväxter, och familjen Ephedraceae. Inga underarter finns listade i Catalogue of Life.